# Japan

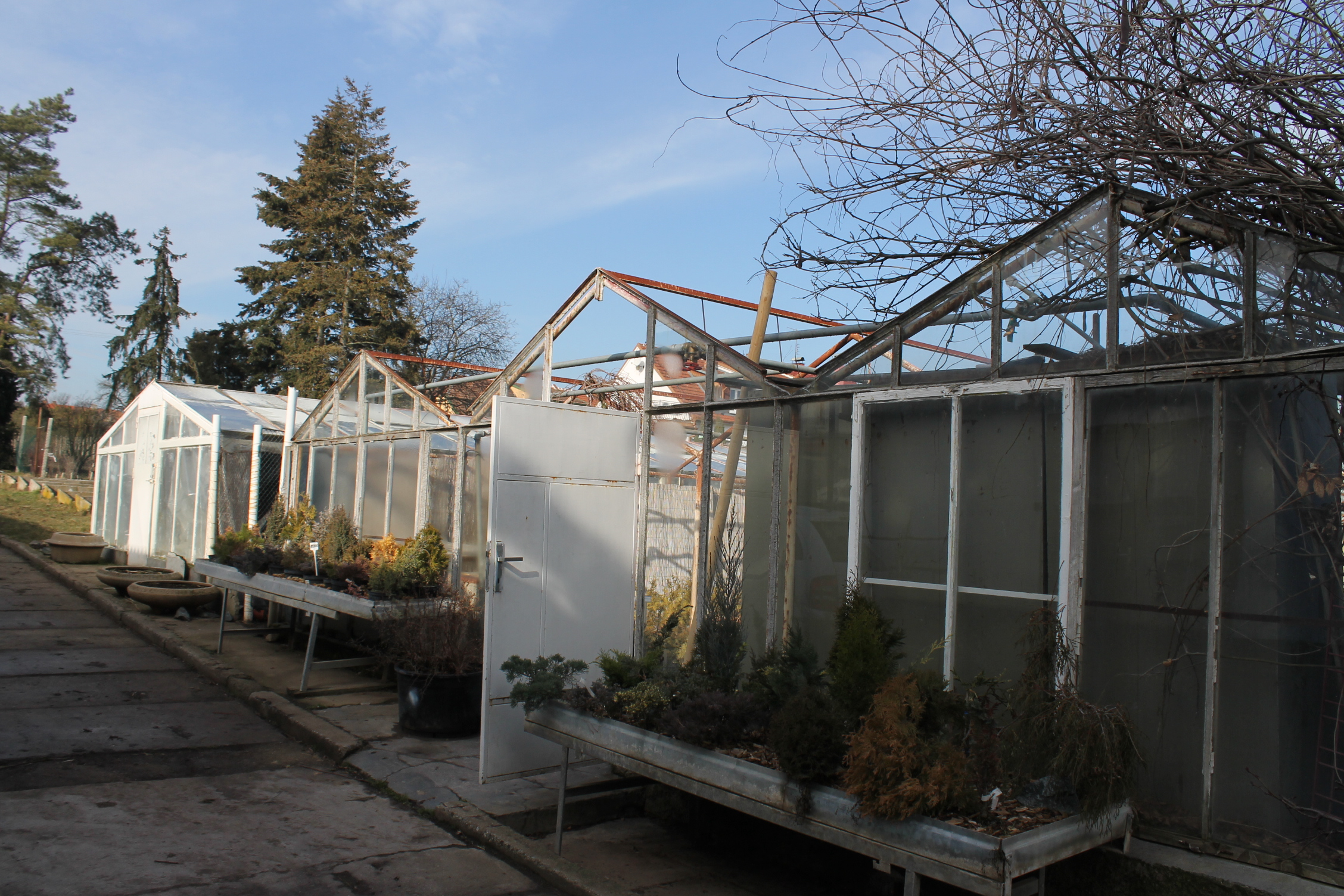
Japan,okenní skleník.

Japan je skleník postavený pouze z pařeništních oken za pomoci spojek. Japan (klasický) neměl žádnou opěrnou konstrukci, základ nebo kostru. Některé skleníky z pařeništních oken (japany) ovšem měly stálou pevnou konstrukci (rám hřebene, čela a postranní rámy) a okna se pouze na část sezóny odstranila. Japan může být někdy označován jako okenní skleník, s odkazem na pařeništní okna.
Japany jsou určeny jako zhotovitelné (a demontovatelné) stavby jako dočasný, ale nikoliv výjimečně i stálý vegetační kryt, nebo množárna. Výhodou bylo využití pařeništních oken mimo hlavní sezónu, nebo jejich nadbytečných zásob. Pokud bylo nezbytné použít na začátku sezóny okna opět na pařeniště, používal se japan spíše jako pracovní skleník pro pracovní úkony v zimě. Někdy býval název japan používán i pro skleník na kterém byly nějak použity pařeništní okna místo části skleněné plochy.

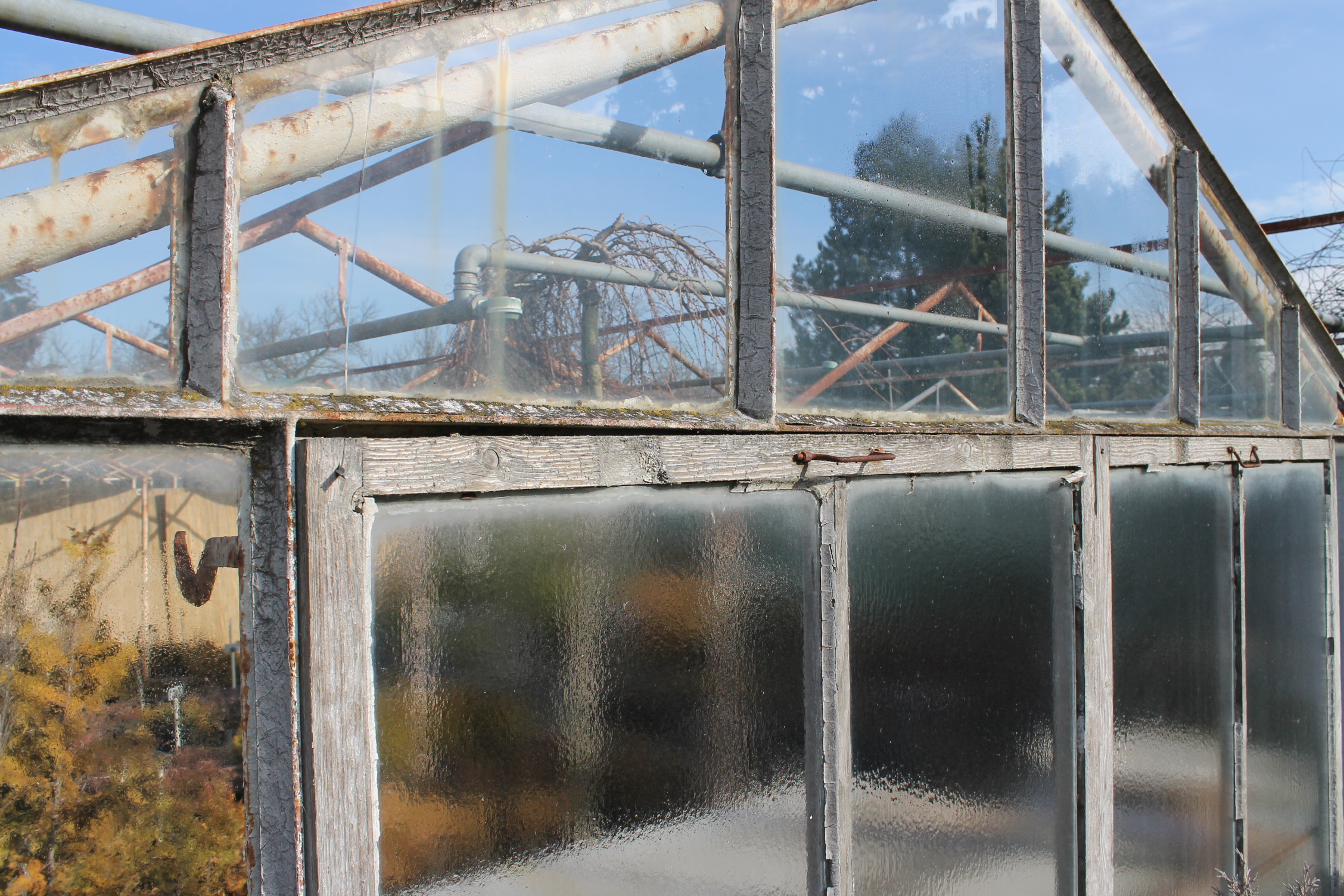
Detail možného řešení pevných částí.

Nevýhodou japanu byly škvíry mezi jednotlivými okny, tedy jejich dřevěnými rámy, které bylo nutné izolovat, izolace vypadávala. Další nevýhodu byla cena pařeništních oken, která v souhrnu převyšovala náklady na konstrukci klasického skleníku dané velikosti. Ovšem celkově jejich největší nevýhodou byla náročná údržba (dřevo vystaveno vlhku hnije, kyt na oknech se drolí) a manipulace s pařeništními okny (jsou relativně těžká, při manipulaci je velké riziko rozbití). Japany byly využívány především jako tzv. studené skleníky. Od jejich použití se ustupovalo v době, kdy upadalo použití pařenišť a kdy se lepší variantou přenosného krytu stal levnější fóliový kryt (který se rozpadá rychleji).  
Velkou výhodou demontovatelných skleníků, a všech přenosných krytů všeobecně, je zabránění „únavě“ půdy, tedy zasolení, promoření pesticidy a především odolnými patogeny.

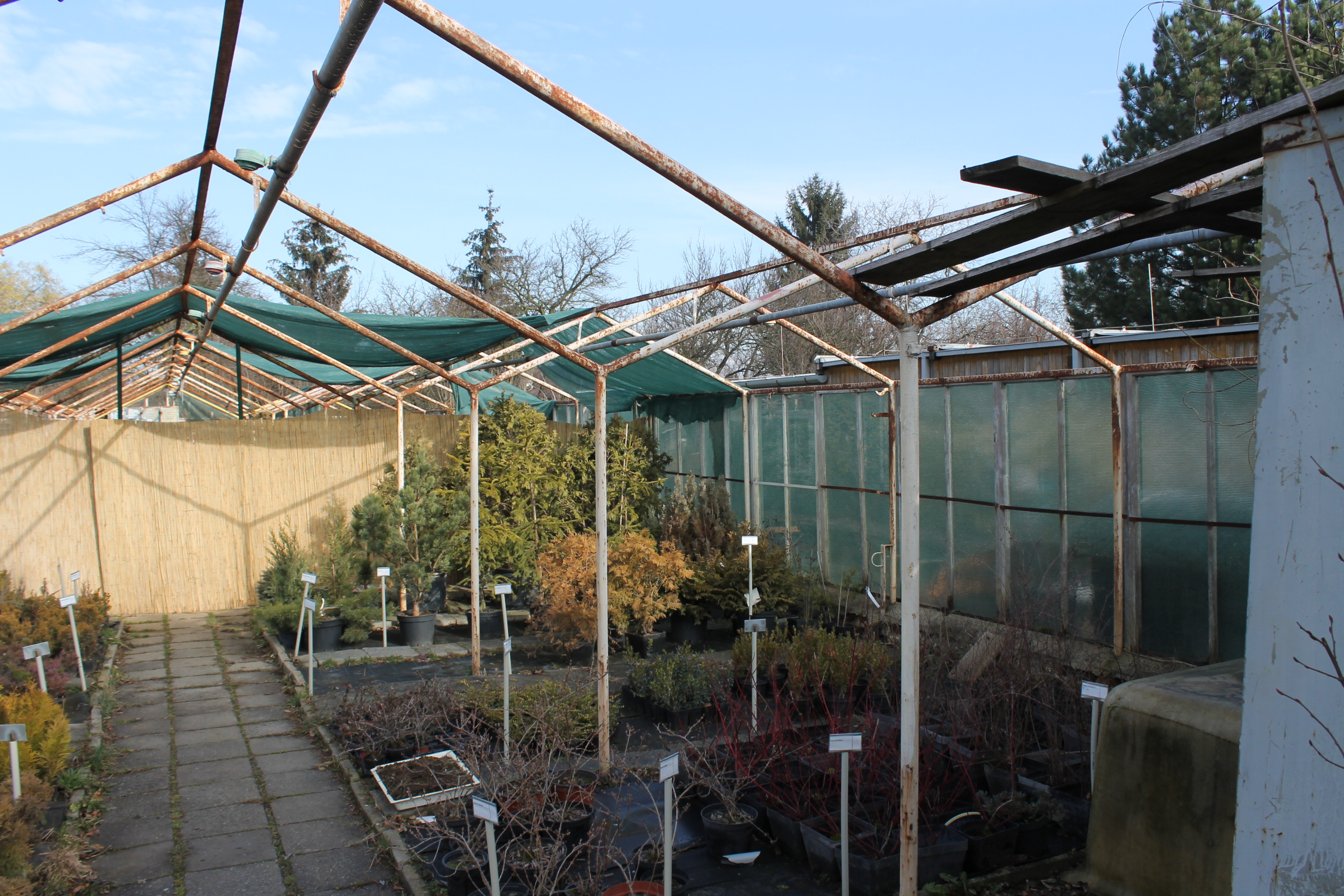
Vnitřní prostor okenního skleníku s pevnou nosnou konstrukcí po sejmutí pařeništních oken přes zimu.

## Externí odkazy

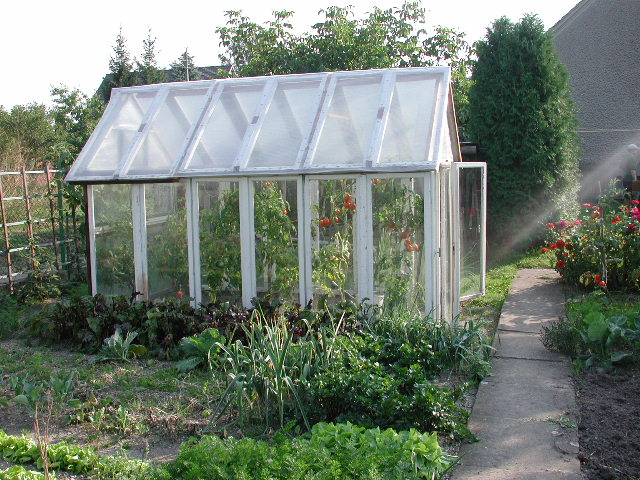
Skleník z domovních oken, vzhledem blízký velmi krátkému japanu.
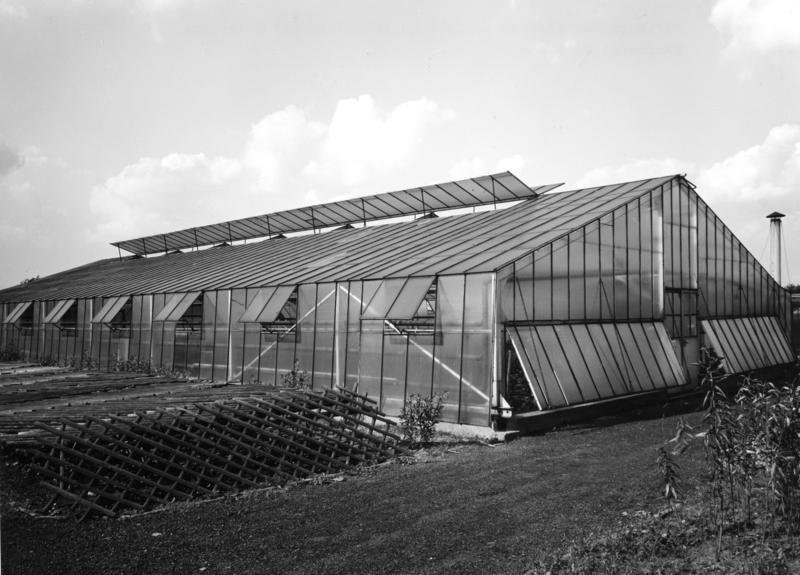
Klasický skleník, pro srovnání.
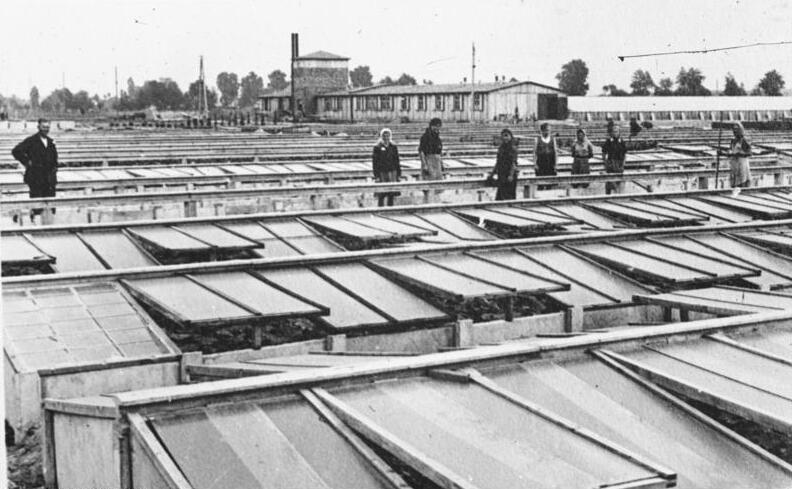
Pařeniště s klasickými pařeništními okny (druhá řada, s dvěma skleněnými plochami)
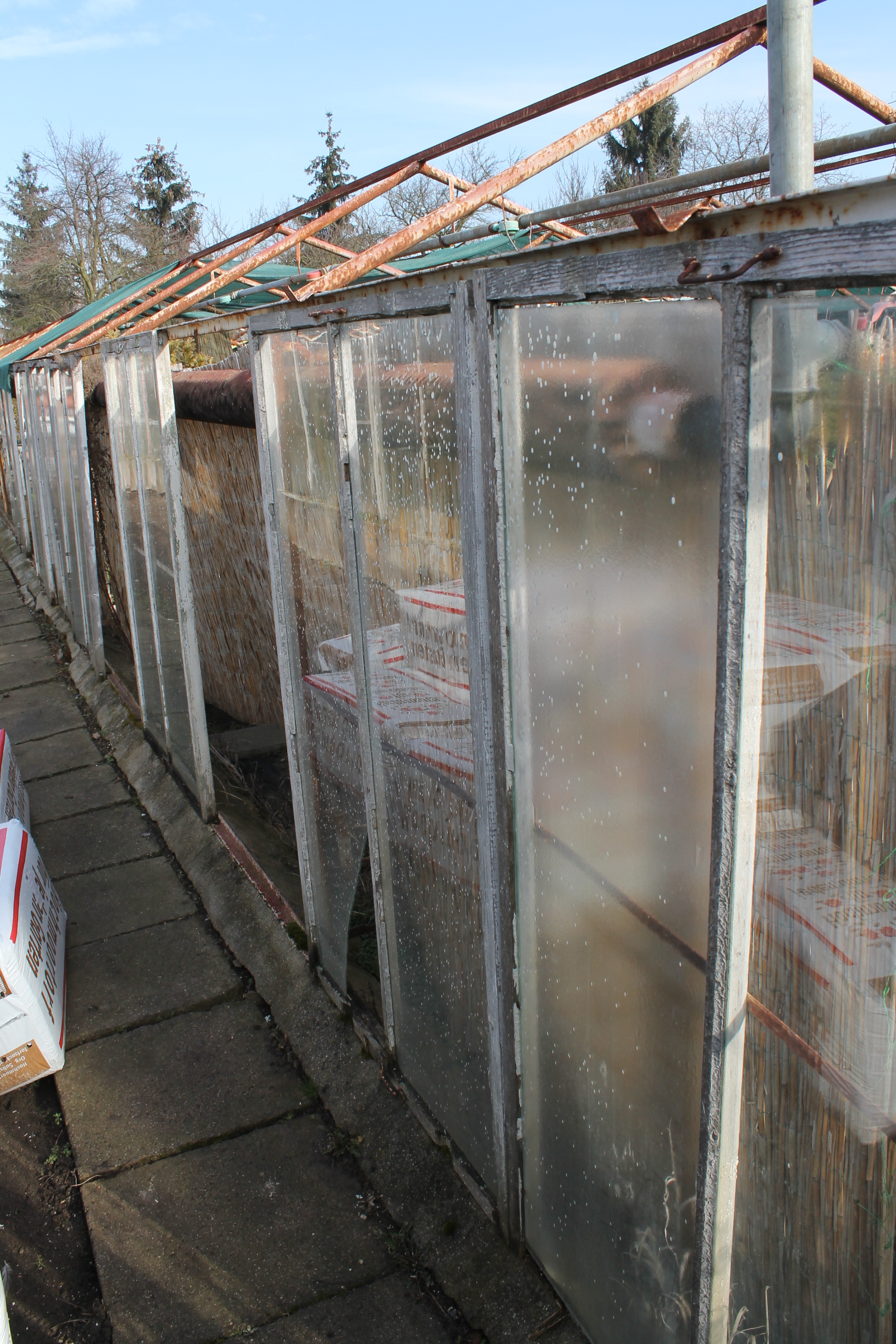
Detail boční stěny oknového skleníku, zřetelná pařeništní okna.